# Pancratium longiflorum
Pancratium longiflorum är en amaryllisväxtart som beskrevs av William Roxburgh och Ker Gawl. Pancratium longiflorum ingår i släktet Pancratium och familjen amaryllisväxter. Inga underarter finns listade i Catalogue of Life.